# Makak
Pour les articles homonymes, voir Makak (homonymie).
Makak est une commune du Cameroun située dans la région du Centre et le département du Nyong-et-Kéllé.

## Population
Lors du recensement de 2005, la commune comptait 29 135 habitants, dont 8 392 pour la ville de Makak.

## Organisation
Outre Makak et ses quartiers, la commune comprend les villages suivants :
- Bakoukoué
- Baya
- Beng Nyong
- Bikoukound
- Bitoutouck
- Boum Nkok
- Ekoadjom
- Kaya
- Koukoum
- Lep Libong
- Lep Mamb
- Libamba
- Likongue
- Maboun
- Mambando
- Mandoga
- Mango'o
- Mayos
- Mbahgue
- Mbandjock
- Mbem Ndjock
- Mbeng
- Mboglom
- Minka
- Minkotmbem
- Mom
- Ndjantibda
- Ngombas I
- Ngombas II
- Ngong
- Ngouimakong
- Ngoungoum I
- Ngoungoum II
- Ngwate
- Sepp

## Transports

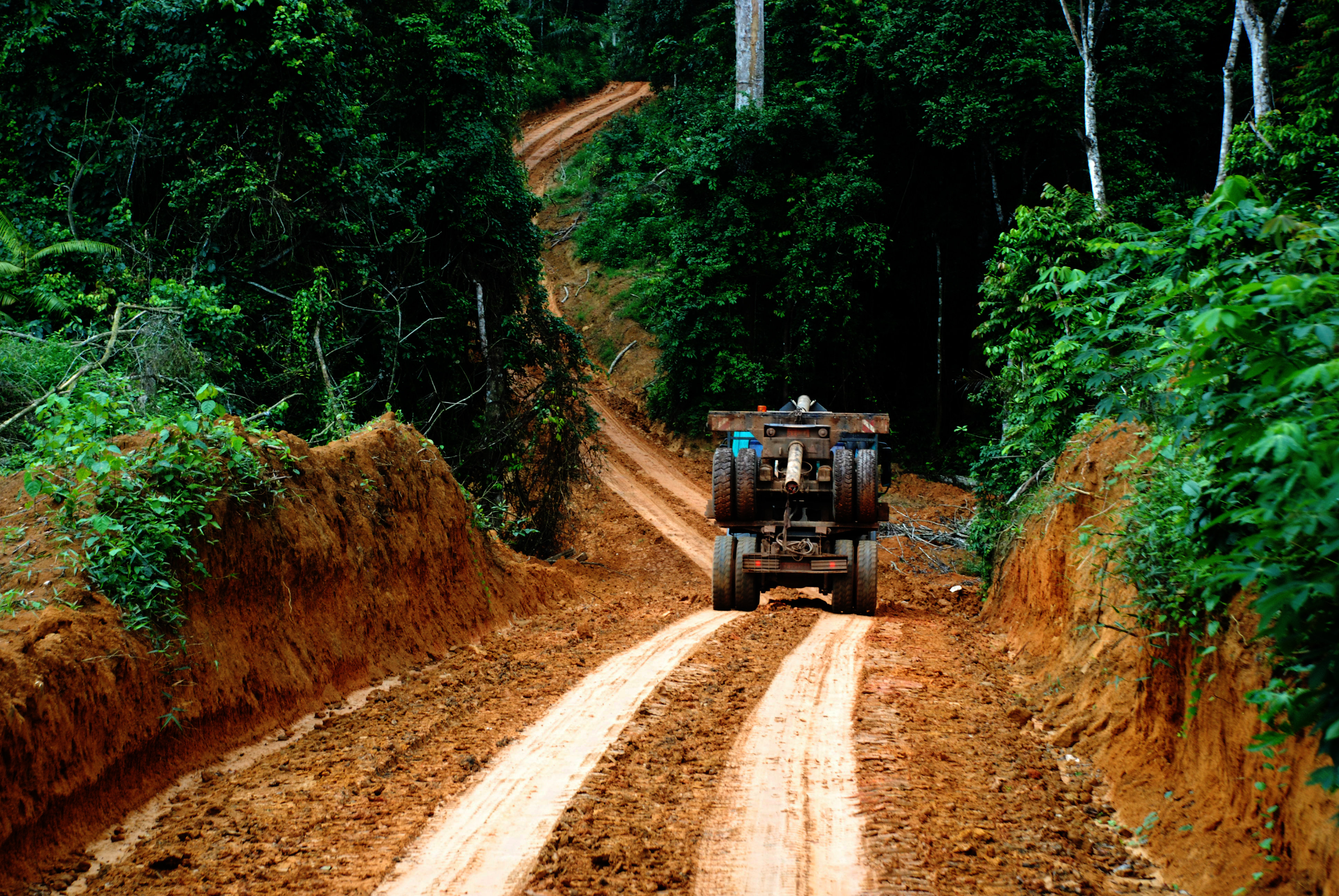
Transport routier à Makak.

Elle est traversée par la ligne ferroviaire du Transcamerounais, entre Douala et Yaoundé.

## Tourisme
Les chutes Mpoumé sur le fleuve Nyong se trouvent à proximité de Makak.

## Personnalités nées à Makak
- Luc Réné Bell, homme politique
- Catherine Bakang Mbock, femme politique, ancienne ministre des affaires sociales
- Pauline Irène Kendeck, femme politique, ministre des affaires sociales, née à Minka